# Valeriana boelckii
Valeriana boelckii är en kaprifolväxtart som beskrevs av R.A. Rossow. Valeriana boelckii ingår i släktet vänderötter, och familjen kaprifolväxter. Inga underarter finns listade i Catalogue of Life.